# Tunggulrejo (Kota Kendal)
Tunggulrejo is een bestuurslaag in het regentschap Kendal van de provincie Midden-Java, Indonesië. Tunggulrejo telt 774 inwoners (volkstelling 2010).